# Tosevskiana inexpectata
Tosevskiana inexpectata is een keversoort uit de familie bladsprietkevers (Scarabaeidae). De wetenschappelijke naam van de soort is voor het eerst geldig gepubliceerd in 1985 door Pavicevic.